# Даниїл (Влахович)
Даниїл (Влахович) (* 23.04.1760 — † 20.08.1822) — православний архієрей, єпископ Чернівецько-Буковинської єпархії (1789-1822).

## Біографія
Народився майбутній архієрей (серб за походженням) 23 квітня 1760 року у Воєводині.
З юних років був послушником у Ковілському монастирі (sr:Манастир Ковиљ) під містом Новий Сад в регіоні Бачка, де його було рукоположено в ієромонаха. Невдовзі у цьому ж монастирі він став вікарієм.
1786-го р. митрополит Карловацький Моїсей (Путнік) направив Даниїла (Влаховича) у Монастир Святого Іоана Нового (Сучавського) (ro:Mănăstirea Sfântul Ioan cel Nou din Suceava) для заснування школи духівництва, директором якої він був протягом трьох років.
Після смерті єпископа Досифея (Херескула), митрополит Моїсей (Путнік) запропонував Йосифу II призначити на вакантну посаду Даниїла (Влаховича). Спеціальним цісарським патентом від 23 березня 1789 року владику Даниїла було проголошено єпископом Чернівецьким і Буковинським. Хіротонізували нового єпископа Буковини у Свято-Миколаївському кафедральному соборі Карловацької митрополії 26 липня 1789 року.
Одним з перших кроків єпископа Даниїла стало перенесення ним же заснованої клірикальної школи з Сучави у Чернівці. Згодом йому вдалося розвинути її до такого рівня, що вже за кілька років після його смерті (1827) на її базі було створено Богословський інститут. Вдалося владиці й суттєво зміцнити Буковинський релігійний фонд.
За твердженнями сучасників владика Даниїл був добрим пастирем і в силу своїх можливостей дбав про розвиток єпархії. З огляду на відсутність власної єпархіальної друкарні, а існувала нагальна потреба у богослужбових книгах, було налагоджено їх постачання з Києва.
Водночас, окремими румунськими істориками постать владики Даниїла та його діяльність оцінюються негативно. Так, за твердженнями Іона Ністора (одного з апологетів «історичної приналежності» Буковини до Румунії) поч. ХХ ст.:
|  | ...Даниїл Влахович був симпатиком буковинських русинів...своєю діяльністю ніс загрозу буттю румунського характеру у буковинській православній церкві... |

Беззаперечною заслугою владики Даниїла є те, що саме він розгледів потенціал у молодому Євгенові (Гакмані). Вважаючи його майбутнім буковинської церкви, опікувався долею майбутнього архієрея, допомагав здобути освіту.
Помер єпископ Даниїл (Влахович) 20 серпня 1822 року у Ватра-Дорней. Похований у Драгомірнському монастирі (сьогодні комуна Мітоку-Драгомірней Сучавського повіту Румунія).

## Галерея

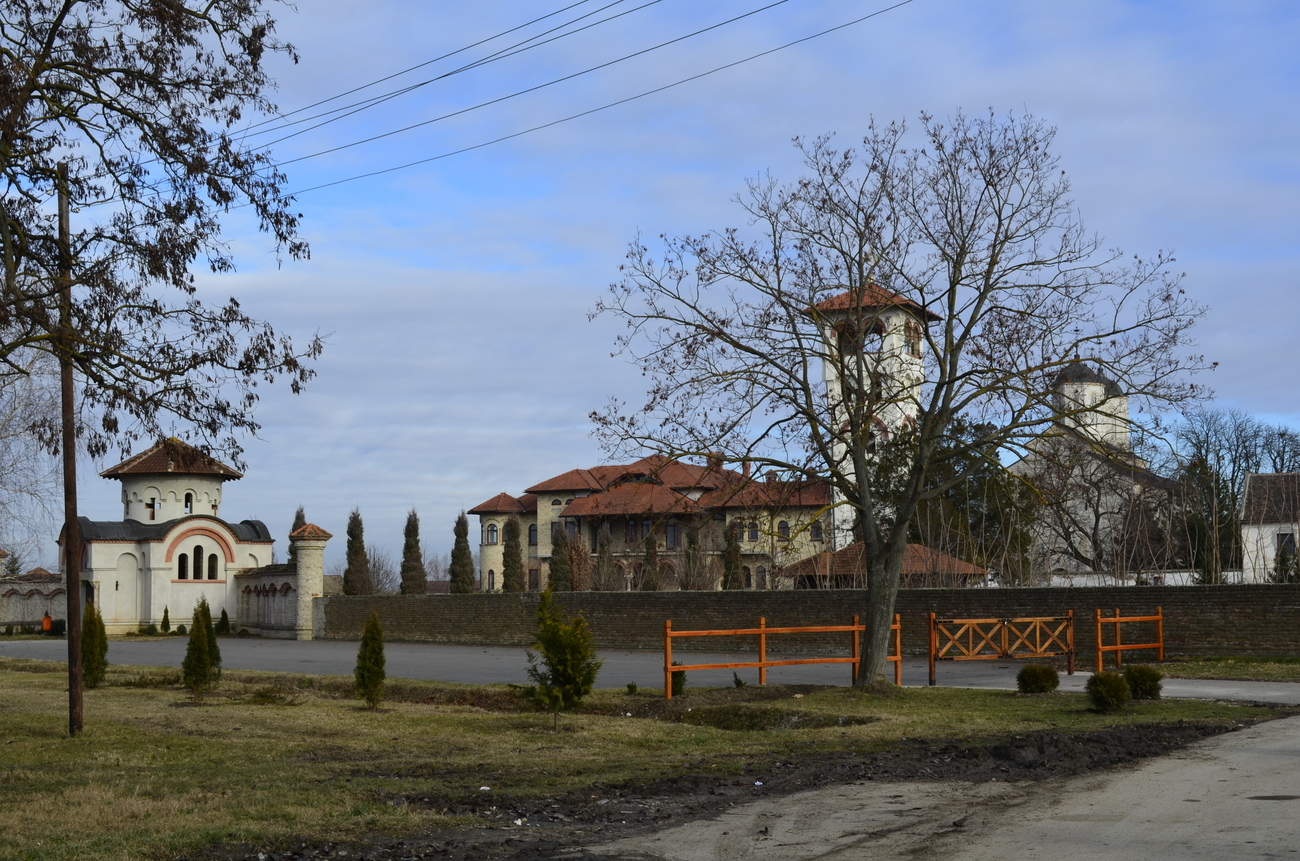
Ковілський монастир
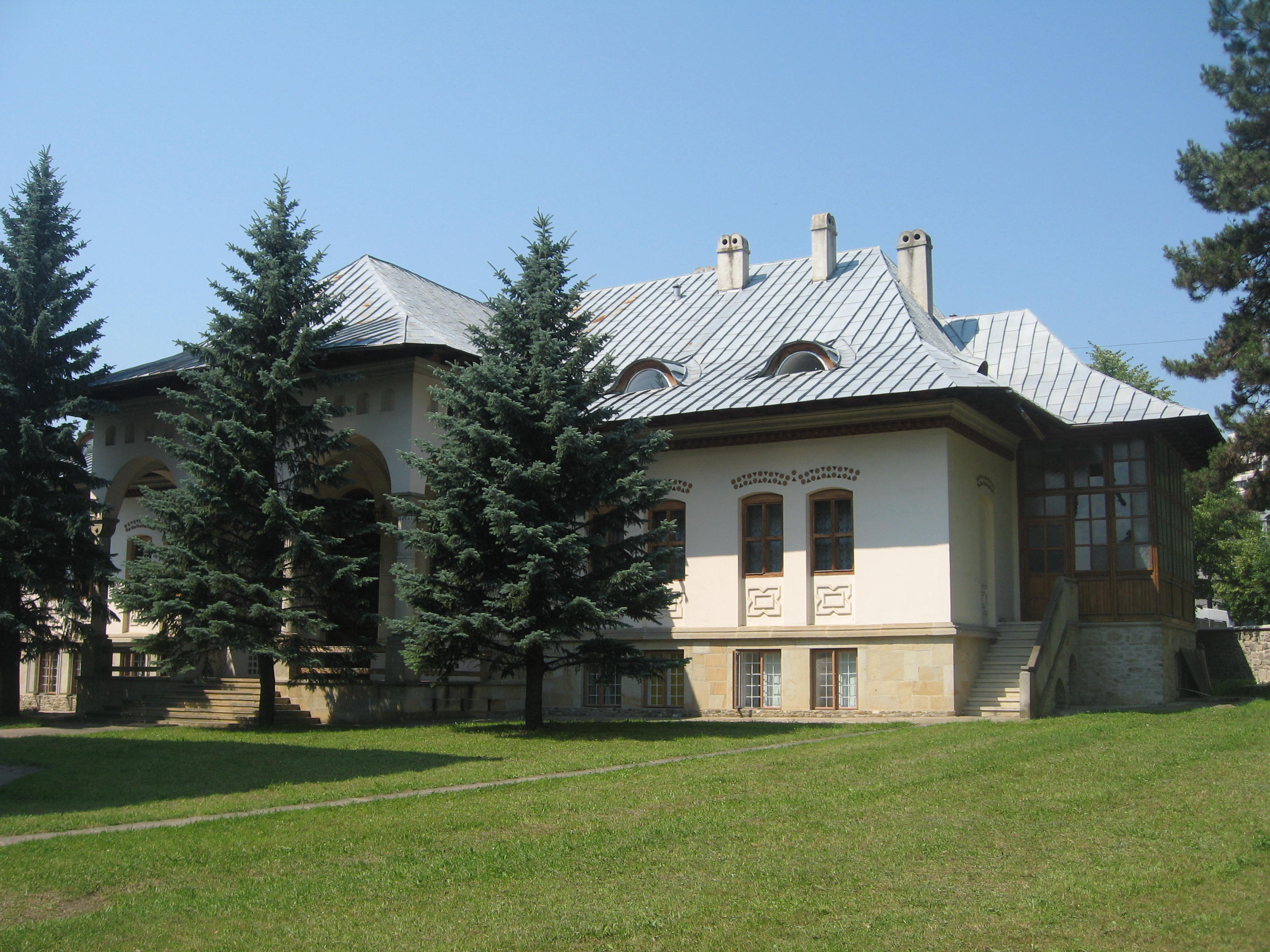
Сучавський монастир Св.Іоана Нового
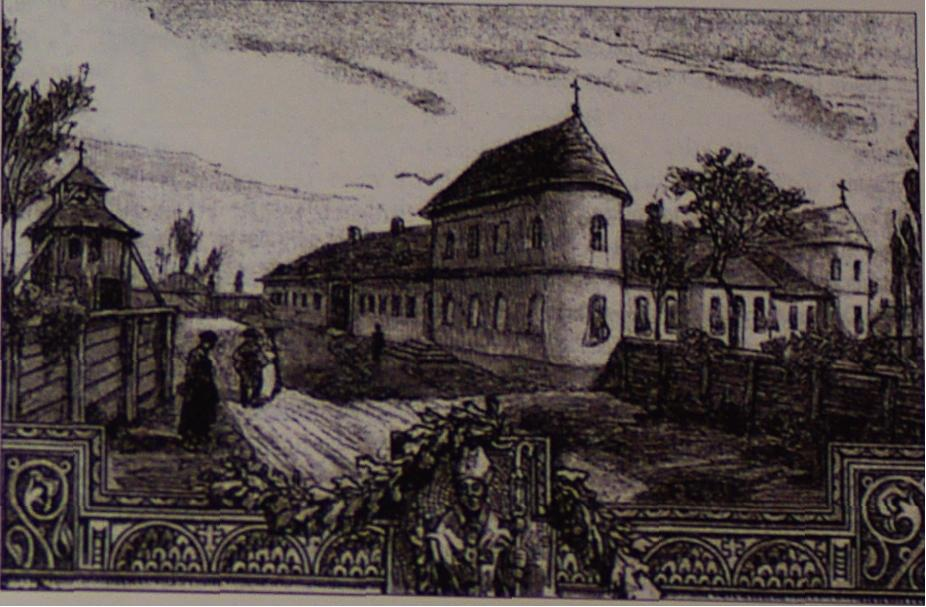
Резиденція єпископа Чернівецького і Буковинського
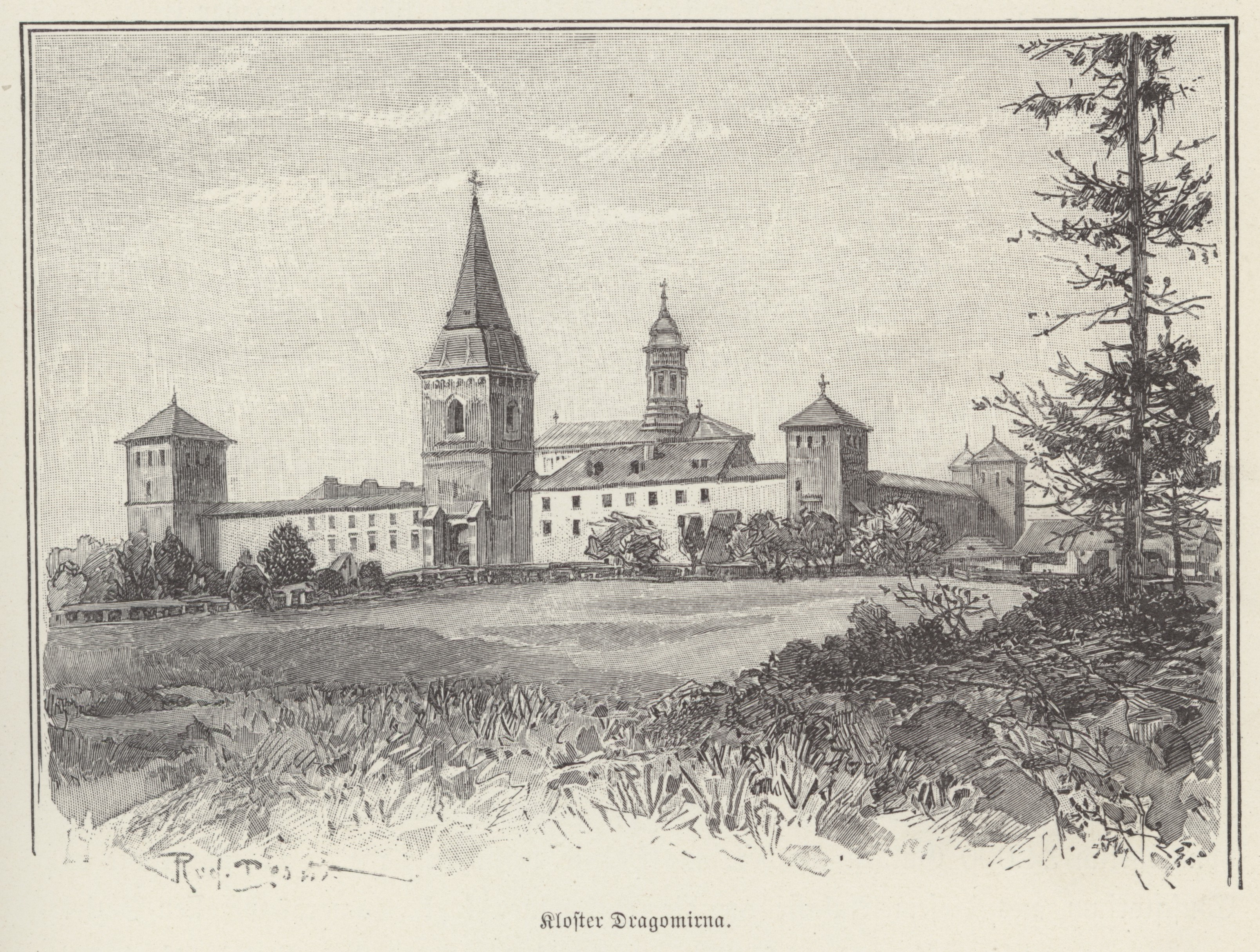
Драгомірнський монастир